# Nery Brenes

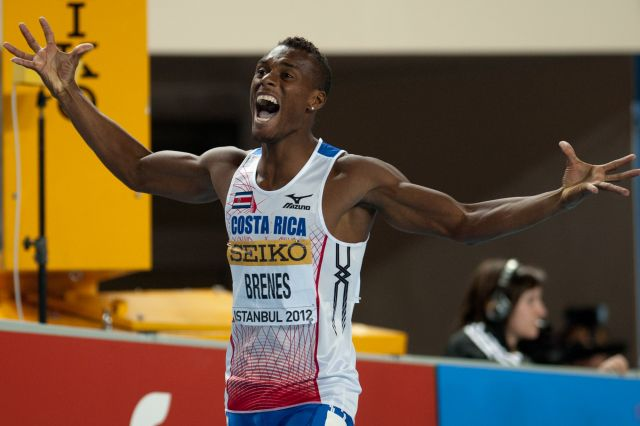
Nery Brenes 2012 in Istanbul

Nery Antonio Brenes Cárdenas (* 25. September 1985 in Puerto Limón) ist ein costa-ricanischer Sprinter, der sich auf den 400-Meter-Lauf spezialisiert hat.
Nachdem er bei den Leichtathletik-Weltmeisterschaften 2005 in Helsinki noch im Vorlauf ausgeschieden war, erreichte er zwei Jahre später bei den Weltmeisterschaften 2007 in Osaka das Halbfinale.
2008 wurde er Vierter bei den Hallenweltmeisterschaften in Valencia und kam bei den Olympischen Spielen in Peking erneut ins Halbfinale.
2010 wurde er nach einem vierten Platz bei den Hallenweltmeisterschaften in Doha iberoamerikanischer Meister.
Seinen größten Erfolg erkämpfte Brenes 2012 bei den Hallenweltmeisterschaften in Istanbul, als er in 45,11 s Gold gewann. Bei den Olympischen Spielen in London war für ihn überraschend schon im Vorlauf Endstation.

## Persönliche Bestzeiten
- 200 m: 20,20 s, 16. August 2016, Rio de Janeiro
- 400 m: 44,60 s, 23. Juni 2016, Madrid
  - Halle: 45,11 s, 10. März 2012, Istanbul